# Luciotrichus lasioboloides
Luciotrichus lasioboloides är en svampart som beskrevs av R. Galán & Raitv. 1995. Luciotrichus lasioboloides ingår i släktet Luciotrichus och familjen Pyronemataceae.   Inga underarter finns listade i Catalogue of Life.